# Mia et le Lion blanc
Pour plus de détails, voir Fiche technique et Distribution.
Mia et le Lion blanc est un film français réalisé par Gilles de Maistre, sorti en 2018.

## Synopsis
Mia a 11 ans quand elle noue une relation hors du commun avec Charlie, un lionceau blanc né dans la ferme d'élevage de félins de ses parents, en Afrique du Sud.
Pendant trois ans, ils grandissent ensemble, comme frère et sœur, et vivent une relation fusionnelle. Quand Mia atteint l'âge de 14 ans et que Charlie est devenu un magnifique lion adulte, elle découvre que son père a décidé de le vendre à des chasseurs de trophées.
Désespérée, Mia n’a pas d’autre choix que de fuir avec Charlie pour le sauver. Bravant tous les dangers, elle entreprend de traverser l'Afrique du Sud, pour rejoindre la réserve sauvage de Timbavati où le lion sera protégé.
Cependant, un chasseur de trophées nommé Dirk, qui fait affaire avec John, a à cœur de faire de Charlie son prochain trophée et part à travers le pays pour le récupérer. La famille de Mia les poursuit également avec l'intention d'empêcher Dirk de la rattraper et de la ramener saine et sauve.

## Fiche technique
- Titre : Mia et le Lion blanc
- Réalisation : Gilles de Maistre
- Scénario : Prune de Maistre et William Davies
- Photographie : Brendan Barnes
- Montage : Julien Rey
- Musique : Armand Amar, avec arrangements d'Anne-Sophie Versnaeyen
- Décors : Ruth Greaves
- Costumes : Fianca Barnard
- Montage : Julien Rey
- Musique : Armand Amar
- Son : Emmanuel Guionet
- Production : Jacques Perrin (coproducteur)
- Sociétés de production : Galatée Films, Outside Films, Film Afrika Worldwide
  - Coproduction : StudioCanal, M6 Films, Pandora Film
  - Participation : Canal+, Ciné+, M6, W9, Film und Medienstiftung NRW
- Société de distribution : Studiocanal
- Pays de production :  France,  Allemagne,  Afrique du Sud
- Genre : aventure et famille
- Langue originale : anglais
- Durée : 97 minutes
- Date de sortie : 
  - France : 21 octobre 2018 (Cinéfilous), 26 décembre 2018 (en salles)
  - Belgique : 26 décembre 2018
  - Allemagne : 31 janvier 2019

## Distribution
- Thor : Charlie, le lion blanc
- Daniah De Villiers (VF : Emmylou Homs) : Mia Owen
- Mélanie Laurent (VF : elle-même) : Alice Owen
- Langley Kirkwood (VF : Xavier Fagnon) : John Owen
- Ryan McLennan (VF : Aloïs Agaësse) : Mick Owen
- Lionel Newton (VF : Eric Chantelauze): Kevin
- Lillian Dube (VF : Marie-Philomène Nga): Jodie
- Brandon Auret (VF : Boris Rehlinger) : Dirk

## Générique de fin
Lorsque le générique de fin défile, on peut entendre le titre The Lion Sleeps Tonight interprété par le groupe Kids United Nouvelle Génération. On trouve également la chanson au milieu du film (avec Daniah de Villiers).
Le titre se trouve également sur leur album intitulé Au bout de nos rêves.

## Production

### Genèse et développement
Pour le film, le réalisateur Gilles de Maistre a fait appel au zoologiste Kevin Richardson, afin de pouvoir filmer une adolescente en compagnie d’un félin durant trois ans, de sa naissance jusqu’à l’âge adulte,.

« Le processus a duré trois ans : on a utilisé un lion depuis la naissance jusqu'à son stade adulte. Dans sa relation avec cette jeune fille qui est l'actrice du film, la sécurité et la force de l'image, c'est que la relation est réelle dans la vraie vie. Cette jeune fille a passé trois ans tous les jours à interagir avec ce lion pour créer une vraie relation d'amour ou d'amitié. Ce lion la voit comme une partie de sa famille. Ça a permis de tourner sans trucage ce film, ce qui donne évidemment le côté un peu extraordinaire à l’aventure.
Ce que dénonce le film, qui est l'utilisation des animaux, la chasse des animaux sauvages pour de l'argent, la destruction de la nature, beaucoup de documentaires le font mais c'est réservé à un public plus restreint. Je voulais toucher un public beaucoup plus large avec une histoire qui puisse faire réfléchir. »

Le film est une coproduction entre la France, l'Allemagne et l'Afrique du Sud. Le réalisateur du film déplore le fait que le film n'a pas été distribué en Afrique du Sud.

### Tournage
Le tournage a eu lieu en Afrique du Sud, il a débuté en mai 2015 et s'est terminé en décembre 2017.
Tous les jours pendant trois ans, même lorsqu'il n'y avait pas de tournage ce jour-là, Daniah De Villiers rendait visite à Charlie (Thor, de son vrai nom) pour tisser des liens de plus en plus forts avec lui. Kevin Richardson, zoologiste sud-africain, a aidé à construire la relation qui unit Mia et Charlie.
Pour des raisons de sécurité, les membres de l'équipe de tournage ont été enfermés dans une cage. Seuls les acteurs Daniah De Villiers et Ryan McLennan ainsi que Kevin Richardson pouvaient interagir sans danger avec le lion.

## Box-office
| Pays ou région     | Box-office                       | Date d'arrêt du box-office | Nombre de semaines |
| ------------------ | -------------------------------- | -------------------------- | ------------------ |
| France             | 1 468 492 entrées                | terminé                    | 7                  |
| Italie             | 925 702 entrées                  | terminé                    | 7                  |
| Espagne            | 645 975 entrées                  | terminé                    | 7                  |
| Allemagne          | 585 556 entrées                  | terminé                    | 7                  |
| Pologne            | 473 561 entrées                  | terminé                    | 7                  |
| Russie             | 182 303 entrées                  | terminé                    | 7                  |
| Belgique           | 80 287 entrées                   | terminé                    | 7                  |
| Suisse             | 72 403 entrées                   | terminé                    | 7                  |
| Autriche           | 69 309 entrées                   | terminé                    | 7                  |
| République tchèque | 55 946 entrées                   | terminé                    | 7                  |
| Hongrie            | 52 069 entrées                   | terminé                    | 7                  |
| Slovaquie          | 32 868 entrées                   | terminé                    | 7                  |
| Brésil             | 34 875 entrées                   | terminé                    | 7                  |
| États-Unis         | 399,471 $                        | terminé                    | 7                  |
| Total mondial      | 4 567 146 entrées - 35 487 190 $ | terminé                    | 7                  |